# Жан Флері
Жан Флері (фр. Jean Fleury) або Хуан Флорін чи Хуан Флорентіно (ісп. Juan Florín або Juan Florentino) (помер у 1527 р.) — французький морський офіцер і капер, можливо італійського (флорентійського) походження. Відомий захопленням в 1522 році двох із трьох іспанських галеонів, що перевозили ацтекські скарби Ернана Кортеса (так зване «золото Монтесуми») з Мексики до Іспанії.
Цей напад став важливою віхою, заклавши традицію, яка буде продовжуватись найближчі дві сотні років, оскільки був одним з найперших зафіксованих актів піратства проти нової Іспанської імперії. Своїм нечуваним успіхом він заохотив протягом наступних кількох десятиліть французьких каперів, а згодом за ними голландських морських гезів та англійських морських псів почати активно атакувати іспанські кораблі під час їх переходу з Нового Світу до метрополії в Іспанії та нападати на колоніальні іспанські поселення в Іспанському Мейні.

## Біографія
Французький корсар і морський офіцер з Дьеппа в Нормандії, Флері служив штурманом під керівництвом Жана Анго і командував невеликою ескадрою під час Італійської війни, яка точилась в 1521—1526 роках між королем Франції Франциском І та королем Іспанії та імператором Священної Римської Імперії Карлом V Габсбургом. Франциск І не визнавав умови Тордесільянського договору, згідно якого усі нововідкриті землі були розподілені між Іспанською та Португальською імперіями і направляв своїх каперів атакувати іспанські володіння в Новому Світі. Флері брав участь у далекій заморській війні і був під час конфлікту активним приватиром, діявши на відстані 2 000 кілометрів від своєї бази лише з кількома сотнями людей.

## Захоплення «скарбів Монтесуми»
На початку 1522 року біля південно-західного узбережжя Португалії, десь між Азорськими островами та мисом Сент-Вінсент, французька ескадра Флері, що складалась з п'яти кораблів, помітила три іспанські судна і Флері віддав наказ атакувати супротивника. Невеликий іспанський флот під керівництвом капітана Кіньйонеса та Алонсо де Авіла, одного з довірених офіцерів Кортеса, знаходився на останньому етапі своєї подорожі з Гавани на Кубі до Севільї в Іспанії, транспортуючи в своїх трюмах 1/5 усіх скарбів, захоплених під час недавнього завоювання Мексики Ернаном Кортесом, які мали бути передані Карлу V в якості королівської частки з військової здобичі. Невідомо, чи знав Флері про вміст вантажу іспанських кораблів, однак він вирішив пуститись навздогін і через кілька годин захопив два з трьох іспанських кораблів. Французам дісталася здобич невірогідної цінності — золоті злитки на вісімдесят вісім тисяч дукатів, смарагд з кулак завбільшки, огранений у вигляді правильної піраміди, золотий та срібний посуд, кільця і намиста, ідоли з дорогоцінних каменів, золоті маски, прикрашений золотом одяг жерців, величезна срібна змія, тисяча золотих пластин і безліч предметів величезною художньої цінності. Таких призів ще не знала історія морських битв. Вантаж перевершував за своєю цінністю все, що до того часу перевозилося по воді. Серед здобичі були стародавні мексиканські рукописи — книги ацтекських жерців піктографічного письма. Втім, вони не викликали у каперів ентузіазму, на відміну від секретних карт Атлантики і берегів Нового Світу, що були знайдені серед документів іспанських шкіперів і капітанів.
Під час того ж плавання Флері напав на інший корабель, що прямував до Іспанії з Санто-Домінго, який збільшив загальну здобич на додаткових 20 000 золотих песо, перли, цукор та коров'ячі шкіри.

## Полон та страта
Наступного року Флері з Жаном Терріаном вирушили в чергову експедицію проти Іспанії на чолі флотилії з восьми кораблів і захопили понад 30 португальських та іспанських суден до кінця року.
Врешті-решт у 1527 році іспанці схопили Флері і після перебування протягом деякого часу у полоні, він був відданий під суд в Толедо разом з двома його офіцерами, Мішелем Фере та Мезі де Ірізар. У 1527 році Флері було повішено за наказом Карла V як пірата.

## Наслідки захоплення «скарбів Монтесуми»
Хоча іспанці відповіли на рейд Флері укріпленням майже усіх своїх основних портів та міст в Карибському басейні, залишалось лише питанням часу, коли решта Європи дізнається про безцінні скарби, які Іспанія перевозить на кораблях з Нового Світу і почне полювати на них. Крім золотих злитків, серед захоплених Флері скарбів були екзотичні тварини, золоті та нефритові прикраси, смарагди, перли, витвори мистецтва, маски з мозаїки з тонкого каміння та інші рідкісні предмети які були подаровані Франциску I.
Після втрати скарбів внаслідок піратського нападу Жана Флері, усі іспанські кораблі, які перевозили дорогоцінності з Америки до Європи, робили це під військовим ескортом в складі великих флотилій, що призвело до появи іспанського «Срібного флоту» або «Флоту скарбів» — системи організації іспанських транспортів з Америки до Європи, яка буде функціонувати протягом наступних декількох століть.